# Jászivány
Jászivány is een plaats (község) en gemeente in het Hongaarse comitaat Jász-Nagykun-Szolnok. Jászivány telt 429 inwoners (2001).